# Sorinomo
Sorinomo is een bestuurslaag in het regentschap Dompu van de provincie West-Nusa Tenggara, Indonesië. Sorinomo telt 2103 inwoners (volkstelling 2010).